# Dominique Provost-Chalkley
Laura Dominique Provost-Chalkley (Bristol, 24 de março de 1990) é uma atriz britânica, mais conhecida por interpretar Waverly Earp na série de televisão Wynonna Earp.

## Biografia e carreira
Dominique nasceu em 24 de março de 1990, no Reino Unido.
Ela originalmente fez o teste para o papel principal de Wynonna, mas mais tarde foi chamada de volta para um teste como Waverly. Seu papel na série tem atraído a atenção de vários fãs da comunidade LGBT, por sua performance como uma personagem que se envolve com outra mulher.
Ela também interpretou Holly em Viva Forever!, um musical sobre as Spice Girls, em West End de 11 de dezembro de 2012 a 29 de junho de 2013.
Em 2015, ela particiou no filme Vingadores: Age of Ultron como Zrinka. Em 2017, Dominique interpretou o papel de Elle Sheridan no filme The Carmilla Movie, baseado na websérie Carmilla.
Em 2018, Chalkley e o elenco de Wynonna Earp receberam o People's Choice Awards de melhor show de ficção científica.
Em 2020, Dominique e o elenco de Wynonna Earp receberam o segundo People's Choice Awards de melhor show de ficção científica.

## Vida pessoal
Filha de Danielle Provost, e de Christopher Chalkley, um artista plástico e ativista, gerente, fundador e presidente da República Popular de Stokes Croft (PRSC), um coletivo que visa valorizar o bairro com arte e artistas locais.
Ela é meio Franco-Canadense (pelo lado materno). Dominique começou a dançar aos 4 anos de idade e aos 16, ela deu início aos estudos de atuação e canto na The Laine Theatre Arts School. 
É vegana. Tem um movimento chamado Start The Wave, que conta com vídeos, postagens, e conteúdo sobre causas que apoia.

## Filmografia

### Cinema
| Ano  | Título                    | Papel  | Notas               |
| ---- | ------------------------- | ------ | ------------------- |
| 2012 | The Seasoning House       | Vanya  |                     |
| 2015 | Vingadores: Age of Ultron | Zrinka |                     |
| 2017 | Beautiful Devils          | Emmy   | Filme               |
| 2017 | Buckout Road              | Cleo   | Filme               |
| 2017 | Carmilla:The movie        | Elle   | Filme para internet |

### Televisão
| Ano       | Título             | Papel             | Notas                                              |
| --------- | ------------------ | ----------------- | -------------------------------------------------- |
| 2008      | Britannia High     | Dançarina         | 8 episódios                                        |
| 2012      | The Midnight Beast | Jenny             | Episódio: "Boyband"                                |
| 2016–2021 | Wynonna Earp       | Waverly Earp      | Papel principal                                    |
| 2016      | Murdoch Mysteries  | Elizabeth Atherly | 2 episódios de "Grandes Bolas de Fogo" parte 1 e 2 |
| 2017      | 12 Macacos         | Arianna           | Episódio: "Mãe"                                    |
| 2017      | Neverknock         | Grace             | Filme para TV                                      |
| 2017      | Separated at Birth | Terri Marshall    | Filme para TV                                      |

## Prêmios
| Ano  | Prêmio                 | Categoria                                         | Resultado |
| ---- | ---------------------- | ------------------------------------------------- | --------- |
| 2018 | People's Choice Awards | Melhor Show de Ficção Científica por Wynonna Earp | Venceu    |
| 2019 | Canadian Screen Awards | Escolha do público                                | Venceu    |